# Aleksandr Chervyakov

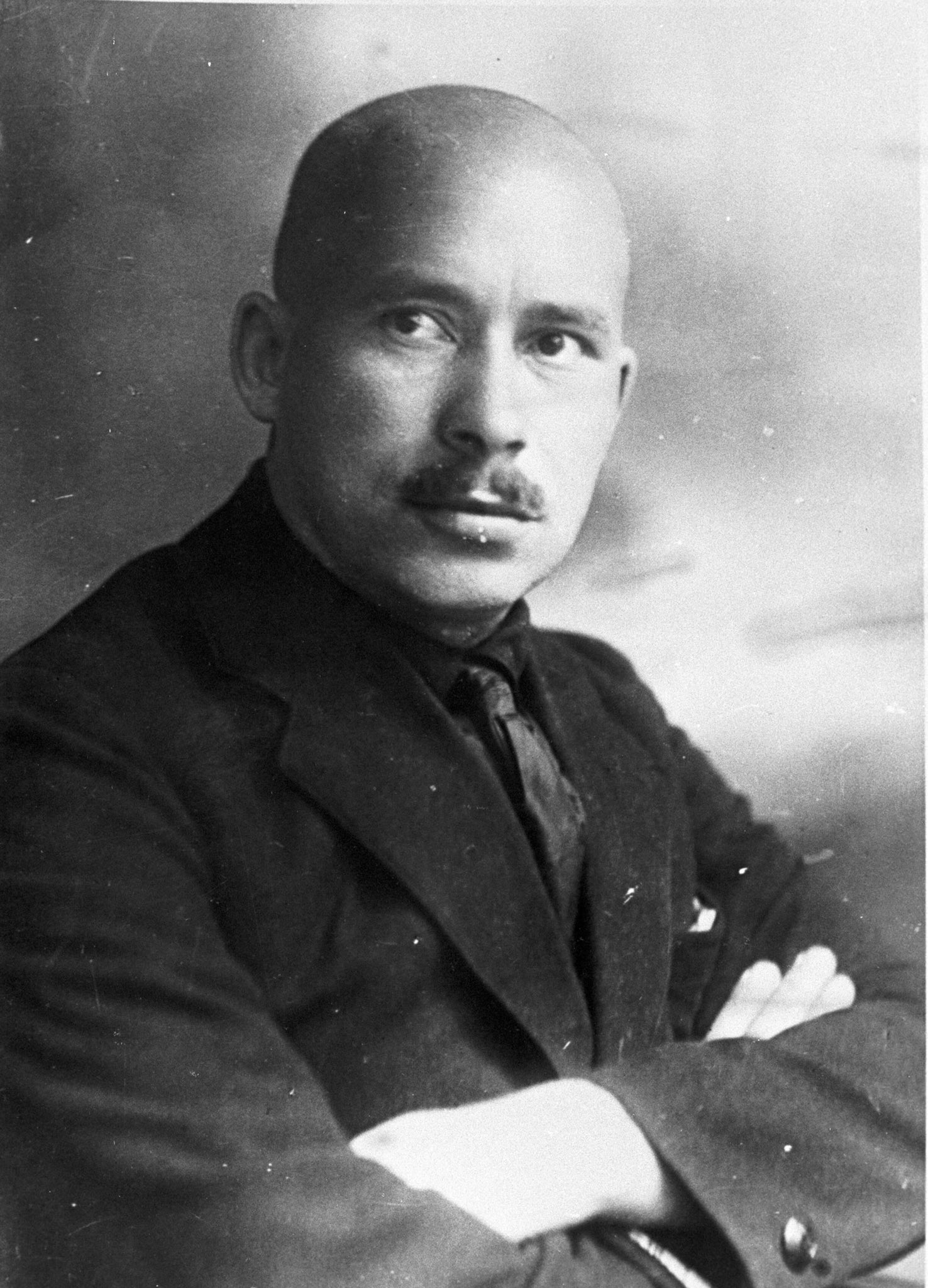
Aleksandr Chervyakov

Aleksandr Grigoryevich Chervyakov (em russo: Александр Григорьевич Червяков, Aleksandr Grigor'evič Červjakov; em bielorrusso: Аляксандр Рыгоравіч Чарвякоў, Aliaksandr Ryhoravič Čarviakoŭ; 25 de fevereiro de 1892, Dukhorka - 16 de junho de 1937) foi um dos fundadores e, eventualmente, tornou-se o líder do Partido Comunista da Bielorrússia.
Ele entrou no Partido Bolchevique em maio de 1917, e começou a ganhar poder rapidamente. Ele foi nomeado presidente do Comitê Militar Revolucionário de Minsk, em 1920, e por causa dessa posição, esteve envolvido na criação da União Soviética. Ele foi eleito como um dos quatro primeiros presidentes do Comitê Executivo Central da URSS em 30 de dezembro de 1922, quando a União das Repúblicas Socialistas Soviéticas foi formada. Ele ocupou esse cargo até o dia em que cometeu suicídio em 16 de junho de 1937.